# Ġnejna Bay
Ġnejna Bay – zatoka z piaszczysto-kamienistą plażą o tej samej nazwie, położona w Mġarr na Malcie. Jest objęta ochroną przyrody w ramach programu Natura 2000.

## Atrakcje na miejscu
Plaża jest otoczona skalistymi klifami i zielonymi wzgórzami. Na miejscu znajdują się płaskie skały, wykorzystywane do opalania się. Istnieje możliwość wypożyczenia sprzętu do uprawiania sportów wodnych, w tym windsurfingu, nurkowania oraz żeglarstwa. W najbliższej okolicy nie ma hoteli lub ośrodków wypoczynkowych

## Atrakcje w okolicy
W pobliżu znajduje się wieża Għajn Tuffieħa, do której można dotrzeć pieszo
.
Od popularnej plaży Għajn Tuffieħa oddzielona jest cyplem
W niewielkiej odległości znajduje się inna popularna plaża na Malcie, Golden Bay oraz trudniej dostępna i mniej zatłoczona zatoka Qarraba Bay z piaszczystą plażą o tej samej nazwie.

## Bezpieczeństwo
Plaża jest na ogół bezpieczna do pływania, w morzu dominują płytkie wody. Zatoka jest podatna na silne prądy, gdy wiatr jest północno-zachodni, wówczas często jest wywieszana czerwona flaga.

## Pogoda
Optymalne warunki pogodowe w zatoce występują od maja do października, gdy maksymalna temperatura powietrza przeważnie przekracza 25°C, a woda w sezonie wakacyjnym nagrzewa się do temperatury 23°C. Latem panuje sucha, słoneczna i spokojna pogoda. Opady są rzadkie.

## Dojazd
Plaża znajduje się niedaleko drogi do Cirkewwy, jednej z głównych szlaków komunikacyjnych na Malcie. Wzdłuż ciągnącej się głównej drogi można zaparkować samochód lub wysiąść na jednym z przystanków usytuowanych tuż przy wybrzeżu lub nieco dalej w miejscowości Mellieħa.
Główne trasy autobusowe:
- Z jednostki administracyjnej Saint Paul’s Bay w okolice zatoki - linie autobusowe nr 223, 225 (dojazd 20-30 minut)
- Ze Sliemy i St. Julians w okolice zatoki – linia autobusowa nr 225 (czas jazdy 50-60 minut)
- Z lotniska do miejscowości Mellieħa – linia X1 (czas jazdy: ok. 1 godziny)
- Z Valletty do miejscowości Mellieħa – linie autobusowe nr 41, 42, 49 i 250 (dojazd w ok. 50 minut)
- Z Cirkewwy, dokąd kursuje prom z wyspy Gozo do miejscowości Mellieħa - linie autobusowe nr X1, 41, 42, 101, 221, 222